# Gouverneur der Westprovinz Sri Lankas (Liste)
Der Gouverneur der Westprovinz Sri Lankas (en.: governor of the Western Province of Sri Lanka, singhalesisch බස්නාහිර පළාත් ආණ්ඩුකාරවරයා -  Basnāhira palāth āndukāravarayā) ist für die Leitung des Westprovinzrates verantwortlich. Zu den wichtigsten Aufgaben des Amtes gehört die Ausübung der dem Gouverneur durch den Provincial Council Act Nr. 42 von 1987, geändert durch das Gesetz Nr. 28 von 1990, und den 13. Verfassungszusatz, übertragenen Befugnisse.

## Gouverneure
(5) 
(3) 
 (2) 
(1)
| No. | Name                    | Porträt | Partei | Partei                      | Amtsantritt        | Amtszeitende       | Anmerkungen             |
| --- | ----------------------- | ------- | ------ | --------------------------- | ------------------ | ------------------ | ----------------------- |
| 1   | Suppiah Sharvananda     |         |        | Unabhängig                  | 6. Juni 1988       | 10. Juni 1994      | [ 2 ]                   |
| 2   | Deva Swaminathan        |         |        | United National Party       | 11. Juli 1994      | 1. Dezember 1994   | [ 2 ]                   |
| 3   | K. Vignarajah           |         |        | Unabhängig                  | 3. Januar 1995     | 2. Januar 2000     | [ 2 ]                   |
| 4   | Pathmanathan Ramanathan |         |        | Unabhängig                  | 21. Januar 2000    | 1. Februar 2002    | [ 2 ]                   |
| 5   | Alavi Moulana           |         |        | Sri Lanka Freedom Party     | 1. Februar 2002    | 23. Januar 2015    | [ 2 ]                   |
| 6   | K. C. Logeswaran        |         |        | Unabhängig                  | 23. Januar 2015    | 11. April 2018     | [ 2 ] [ 3 ] [ 4 ] [ 5 ] |
| 7   | Hemakumara Nanayakkara  |         |        | United National Party       | 12. April 2018     | 1. Januar 2019     | [ 6 ]                   |
| 8   | Azath Salley            |         |        | Sri Lanka Freedom Party     | 3. Januar 2019     | 3. Juni 2019       | [ 7 ]                   |
| 9   | A. J. M. Muzammil       |         |        | United National Party       | 4. Juni 2019       | 20. November 2019  |                         |
| 10  | Seetha Arambepola       |         |        | Sri Lanka Podujana Peramuna | 21. November 2019  | 19. März 2020      | [ 8 ]                   |
| 11  | Roshan Goonatilake      |         |        | Unabhängig                  | 23. März 2020      | 25. September 2024 |                         |
| 12  | Hanif Yusuf             |         |        | Unabhängig (NPP)            | 25. September 2024 |                    | [ 9 ]                   |